# 小行星5310
小行星5310（英語：5310 Papike）是一颗围绕太阳公转的小行星。1981年3月2日，舒爾特·巴斯在赛丁泉山发现了此天体。
这颗小行星的绝对星等为44.61191等。